# Котюшев, Иван Григорьевич
Котюшев Иван Григорьевич (15 сентября 1919, село Нымар-Халар, Енисейская губерния, РСФСР — 7 декабря 1979) — хакасский поэт.
Иван Котюшев родился в семье скотовода в селе Нымар-Халар (ныне Ширинский район Хакасии) 15 сентября 1919 года. Один из создаетелей Хакасской организации Союза писателей.
Первые произведения Котюшева были напечатаны в 1938 году. Его перу принадлежат сборники стихов «Ах Ӱÿс» (Белый Июс), «Пурғуннығ ағын» (Бурный поток), «Суғ хазында» (На берегу реки), «Каяктың тÿлгÿзi» (Лиса Каяка), «На Новой улице», «Детские стихи». Большинство стихотворений Котюшева имеют лирическую направленность. Из прозаических произведений известен роман Котюшева «Степь в синих цветах» о труде в тылу в годы Великой Отечественной войны. Произведения Котюшева переведены на языки народов СССР и социалистических стран.